# جاي د. والتون
جاي د. والتون (بالإنجليزية: J. D. Walton)‏ هو لاعب كرة قدم أمريكية أمريكي، ولد في 24 مارس 1987 في لوتون في الولايات المتحدة.

## وصلات خارجية
- جاي د. والتون على موقع مرجع كرة القدم المحترفة.كوم (الإنجليزية)